# Hyperolius mitchelli
Hyperolius mitchelli es una especie de anfibios de la familia Hyperoliidae.
Habita en Malaui, Mozambique y Tanzania.
Su hábitat natural incluye bosques tropicales o subtropicales secos, bosques tropicales o subtropicales secos y a baja altitud, marismas de agua dulce, corrientes intermitentes de agua dulce, jardines rurales y zonas previamente boscosas ahora degradadas.
Está amenazada de extinción por la pérdida de su hábitat natural.